# 麥肯諾建築事務所

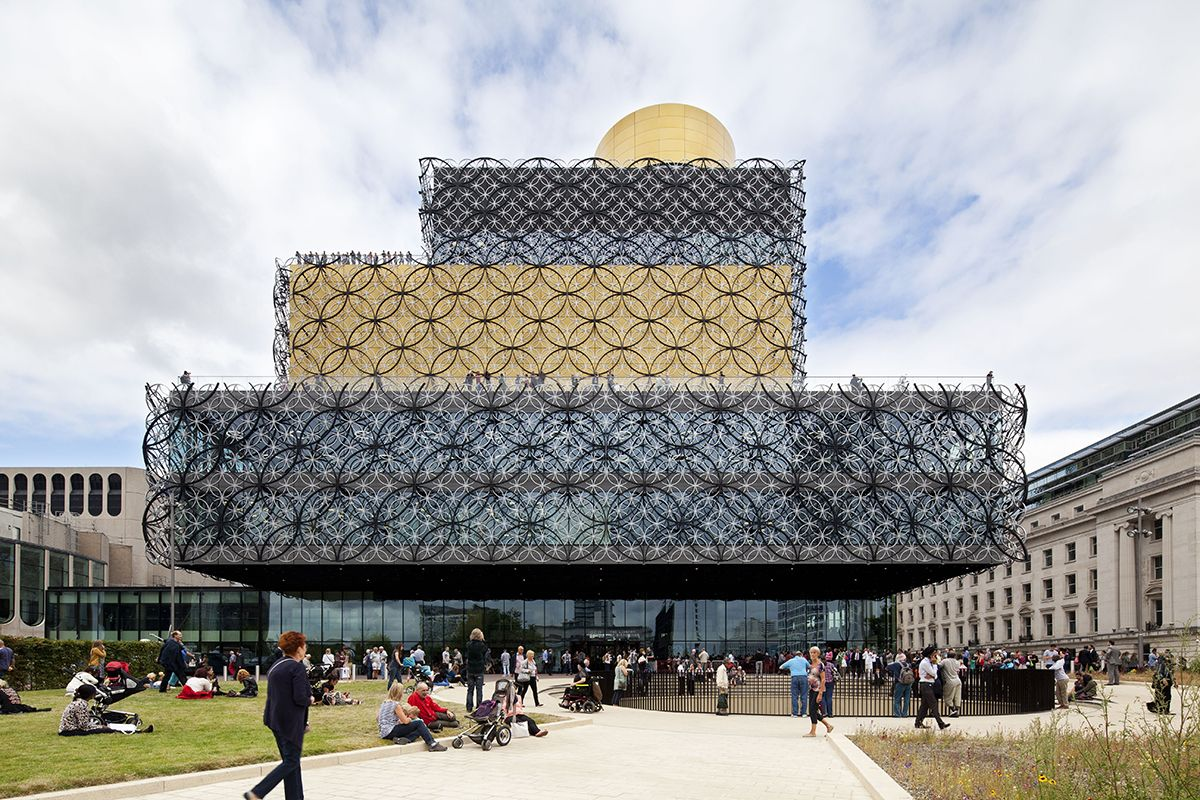
伯明翰图书馆

麥肯諾建築事務所（荷蘭語：Mecanoo architecten），為荷蘭建築師法蘭馨·侯班（Francine Houben）、亨克·德爾（Henk Döll）、魯爾夫·斯坦海斯（Roelf Steenhuis）、艾利克·凡伊格拉特（Erick van Egeraat）和克里斯·德維爾（Chris de Weijer）於1984年共同成立的一家建築師事務所；其總部位於在荷蘭台夫特為荷蘭五大建築團體之一，並於英國設立倫敦辦公室、美國紐約辦公室及臺灣高雄設立亞洲辦公室。

## 成立
法蘭馨·侯班、亨克·德爾和魯爾夫·斯坦海斯三名台夫特理工大學的學生，於求學期間贏得了一場建築設計比賽，設計內容為一座位於阿姆斯特丹克勒斯普連（Kruisplein）的青年住宅。此一設計概念顛覆了當時荷蘭社會住宅以家庭為單位的主流。1984年，三人事於台夫特與新加入的艾利克·凡伊格拉特和克里斯·德維爾五人共同成立了Mecanoo。
「Mecanoo」取自三個單字的組合：源自英國的麥卡諾模型組件（Mecanoo）、特奧·凡·杜斯伯格所創辦的新塑造主義雜誌Mécano和事務所其中三位創辦人於大學時期得獎的青年住宅設計之作品名稱「Ozoo」，其中「Ozoo」因該住宅位於原阿姆斯特丹的動物園附近而得名。

## 辦公地點
Mecanoo總公司的辦公室坐落於代爾夫特舊城區的老代爾夫特運河（Oude Delft）旁，其地址為老代爾夫特203號（Oude Delft 203）。老舊代爾夫特運河為荷蘭最古老的運河之一。公司所在的建築物建於1750年，設計者為義大利建築師波林納（Bollina）。內部空間為一道40公尺長、設有樓梯間的長廊，天花板和門板由灰泥粉刷而成並由路易十四風格的雕飾點綴。19世紀期間，多名德高望重的市民曾為老代爾夫特203號的主人，該建築又於1886年售予聖依玻理（St. Hippolytus）基金會作為資助窮人的慈善組織所用，至1970年為止曾先後被作為老人住宿和醫院使用。1983年，Mecanoo將該建築物的一部份租下作為辦公室使用，如今整座建築物皆由Mecanoo單獨使用。
除位於代爾夫特的總部之外，Mecanoo於英國倫敦、美國紐約和台灣高雄亦設有辦公室。

## 設計理念
Mecanoo的設計風格融合了工程技術、人類需求和趣味追求等方面的考量，除強調對採光的重視，也時常以非典型的方式結合各種建築設計、都市計畫和景觀設計的手法，強調建築本身與更廣大的城市紋理和社會脈絡之間的關係，並思索建築本身對周遭環境和美觀的影響。
Mecanoo的設計風格之獨特性自1990年代初期開始逐漸成熟，創辦人之一的法蘭馨·侯班的著作選擇以《譜構、對比、複合》三個詞來命名以總結Mecanoo的設計理念。有些評論家對使用這三個詞來形容Mecanoo的設計理念存在異議，認為「冷酷、抽象、極簡」三字更符合Mecanoo的風格。

## 作品概要
自1984年以來，Mecanoo的工作內容逐漸多樣化。該事務所早期的建案多為都市重劃區中的社會住宅，如今的重點則是大型和多功能建築，以及大型都市設計案，建案種類包括住宅、校舍、校園、社區、戲院、圖書館、摩天大樓、公園、廣場、道路、城市、博物館以及宗教建築。
Mecanoo如今已為荷蘭最權威的跨國型建築師事務所之一，在許多國家都能見到他們的作品，包括荷蘭、西班牙、英國、中國、台灣、南韓、挪威、波蘭和美國。除建案分布於世界各地外，Mecanoo也於全球範圍網羅建築師、室內設計師、都市計畫師、景觀設計師和建築工程師等各類人才。

## 代表作品
- 荷蘭，烏特勒支，烏特勒支應用科技大學經濟與管理學院（1995）
- 荷蘭，台夫特，台夫特理工大學中央圖書館（1997）
- 荷蘭，阿納姆，荷蘭露天博物館（2000）
- 荷蘭，鹿特丹，蒙德維的亞大樓（2005）
- 荷蘭，奈梅亨，五十二度大樓（2007）
- 西班牙，萊里達，亞利達劇院及會議中心（2008）
- 荷蘭，杜廷赫姆，安菲翁劇院（2009）
- 荷蘭，泰瑟尔，Kaap Skil海洋博物館（2012）
- 荷蘭，阿姆斯特丹，阿姆斯特丹大學學院（2012）
- 英国伯明翰图书馆（2013）
- 英国，曼徹斯特，HOME（2015）
- 美国，波士頓，Bruce C. Bolling市政大樓（2015）
- 荷蘭，阿姆斯特丹，阿姆斯特丹史基浦機場希爾頓酒店（2015）
- 荷蘭，荷蘭，台夫特車站（2015）
- ，泰光鄉村俱樂部咖啡（2015）
- 中国，深圳，深圳·红立方（又名龙岗新文化中心、三馆一城）（2018）
- 中国，深圳，深圳北站商务区城市设计（2018）
- 臺灣，高雄，衛武營國家藝術文化中心（2018）
- 臺灣，臺南，臺南市立圖書館總館（2021）
- 臺灣，臺中，綠空鐵道1908（2021）
- 臺灣，高雄，凱旋青樹社會住宅（2023）
- 臺灣，高雄，高雄車站（興建中，預計2025完工）
- 臺灣，桃園，桃園車站（規畫中，預計2033完工）
- 中国，深圳，恒力集团总部（興建中）

## 外部連結
- 官方網站 （页面存档备份，存于）